# Recursos processuais (Brasil)
O termo "recurso processual" no Brasil refere-se a meios legais pelos quais as partes envolvidas em um processo podem impugnar ou contestar decisões judiciais. Esses recursos são instrumentos fundamentais para assegurar a observância dos princípios do devido processo legal e da ampla defesa. Eles podem ser utilizados nas jurisdições civil, penal e trabalhista, proporcionando às partes a possibilidade de revisão ou modificação de decisões judiciais que considerem inadequadas. Esses recursos são regulamentados por normas processuais específicas em cada área do direito. 

## Generalidades
Para Moacyr Amaral Santos, recurso é "o poder de provocar o reexame de uma decisão, pela mesma autoridade judiciária, ou por outra hierarquicamente superior, visando a obter a sua reforma ou modificação". O recurso existe para dar efetividade à ampla defesa e o duplo grau de jurisdição. Nem todos os casos são contemplados, pela lei, com a possibilidade de recurso. Não havendo recurso ou inexistindo recurso com efeito suspensivo, muitas vezes o meio adequado é ação constitucional de mandado de segurança.
Há várias formas de impugnar uma decisão judicial fora do mesmo processo, não se caracterizado, por isso, como recurso. Caso da ação de mandado de segurança, a ação rescisória, medidas cautelares, ação de habeas corpus ou os incidentes de reclamação ou correição parcial. No sentido técnico e restrito, é o meio idôneo para provocar a impugnação e, consequentemente, o reexame de uma decisão judicial, com vistas a obter a reforma, a invalidação, o esclarecimento ou a integração do julgado.
O recurso deve sempre estar previsto na lei federal (artigo 22, da Constituição Federal do Brasil). Nos tribunais, há meios de impugnar decisões judiciais (agravos regimentais, dentre outros) previstos em seus respectivos regimentos internos, que também incorporam-se às possibilidades de obter revisão de decisões judiciais. A questão da constitucionalidade do agravo regimental encontra-se superado com a previsão legal destes (agravo legal ou agravo interno, artigo 557 do Código de Processo Civil). Não se deve confundir o recurso com a ação. Ação é o pedido de prestação jurisdicional. O recurso é mero prolongamento do exercício de direito de ação.

## Efeitos
O principal efeito dos recursos é o obstativo: evitar a formação de coisa julgada, esse é inerente a todos os recursos.
Os recursos têm também o efeito devolutivo, ou seja, devolvem a causa ao mesmo juiz ou ao juízo de grau superior de jurisdição, para reexaminar a decisão  impugnada:  esse reexame é limitado na extensão pela pretensão recursal - efeito também inerente a todos os recursos.
As questões de ordem pública, como condições da ação, pressupostos processuais e requisitos de admissibilidade podem ser conhecidos de ofício. É o chamado efeito translativo.
Se o mesmo juiz reexaminar a questão e retratar-se, como ocorre no agravo interno ou agravo de instrumento, diz-se que o recurso possui efeito regressivo.
O poder de integrar a decisão judicial surge no julgamento dos embargos declaratórios, que são julgados pela autoridade que prolatou a decisão.
O efeito suspensivo é mero prolongamento do estado de ineficácia da decisão judicial. Isto é, enquanto não for julgado o mérito do recurso, a decisão impugnada não produz efeitos. É a regra nos recursos ordinários e a exceção nos recursos especiais, que só possuem efeitos se for concedida liminar na ação cautelar inominada proposta (artigo 798 do Código de Processo Civil).

## Características e princípios
Uma das características é a voluntariedade. Ou seja, é a parte interessada, ao se sentir prejudicada com uma determinada decisão judicial, que tem o direito subjetivo de recorrer, não havendo a obrigatoriedade. Quando esta deixar de recorrer ocorrerá a preclusão. Os recursos existentes dependem da natureza do processo judicial (civil, penal ou trabalhista). No STF, as partes podem interpor recurso de qualquer decisão, e o tribunal deverá apreciá-lo mesmo que se trate de decisão irrecorrível.
Não se pode ignorar que todo e qualquer recurso impede que a decisão faça coisa julgada formal (e, portanto, também material). Além desse efeito impeditivo da coisa julgada, os recursos podem apresentar dois efeitos distintos: devolutivo e suspensivo. O efeito devolutivo significa que a interposição de um recurso devolve total ou parcialmente o julgamento relativo à providência impugnada à competência funcional do juiz ou tribunal designado. O efeito suspensivo, como sugere o próprio termo, suspende o mandamento contido na sentença, sendo que a regra é a manutenção do status quo, como por exemplo, a manutenção do réu em liberdade. 
Em um contexto mais amplo, abordando recursos de forma geral, independentemente da área jurídica, é importante compreender alguns princípios e conceitos fundamentais relacionados a eles. A fungibilidade, por exemplo, ocorre quando, em determinadas circunstâncias, é possível substituir um tipo de recurso por outro, desde que haja equivalência entre eles. Isso significa que se a parte interpuser um recurso inadequado, mas que tenha finalidade semelhante ao recurso correto, o tribunal pode admitir o recurso interposto. A fundamentação dos recursos é um aspecto crucial. Deve-se apresentar argumentos jurídicos que justifiquem a revisão da decisão anterior. A ausência de fundamentação pode levar à inadmissibilidade do recurso. 
A proibição da Reformatio in Pejus estabelece que ao interpor um recurso, a parte não pode obter uma decisão mais desfavorável do que aquela que seria obtida sem a interposição do recurso. Em outras palavras, o ato de recorrer não deve resultar em prejuízos adicionais. A Irrecorribilidade dos Despachos de Mero Expediente é outra regra relevante, indicando que despachos de mero expediente, que não têm impacto substancial no andamento do processo, não são passíveis de recurso. Esses despachos são considerados atos de simples administração. A disponibilidade dos recursos refere-se à possibilidade de as partes utilizarem os recursos de acordo com sua vontade. Contudo, alguns recursos são considerados indisponíveis, ou seja, não podem ser renunciados pelas partes, como o recurso em sentido estrito e o habeas corpus. Outros, como a apelação, são considerados disponíveis.  
Importa ressaltar que esses princípios e conceitos estão sujeitos às normas específicas de cada área do direito e à interpretação jurisprudencial. Além disso, as regras processuais podem sofrer alterações ao longo do tempo, tornando sempre recomendável consultar a legislação atualizada. O juízo de admissibilidade assume um papel crucial no processo de análise de recursos judiciais. Realizado nos tribunais, consiste na verificação preliminar da admissibilidade do recurso interposto por uma das partes. Essa etapa visa examinar se o recurso preenche os requisitos formais e legais necessários para ser aceito e apreciado pelo tribunal. Em outras palavras, o juízo de admissibilidade avalia o atendimento às exigências legais para que o recurso seja conhecido ou não. Diferentemente, o juízo de mérito envolve a análise do conteúdo do recurso, decidindo sobre o seu provimento ou não. 

## Recursos conforme a jurisdição (civil, penal ou trabalhista)

### Recursos no Processo Civil
Recursos estão previstos na Lei nº 13.105 de 2015 (Código de Processo Civil) ou em leis extravagantes. Os recursos especiais (artigo 105) e extraordinários (artigo 102) estão previstos na Constituição Federal.
Há taxatividade do recurso, isto é, os recursos devem estar expressamente previstos em lei. A lei processual, no artigo 994 do Código de Processo Civil, contempla as seguintes espécies de recursos:
- apelação
- agravo de instrumento
- agravo
- agravo em recurso especial ou extraordinário
- embargos de declaração
- recurso ordinário
- recurso especial
- recurso extraordinário
- embargos de divergência

##### Extensão da matéria impugnada
Pode o recurso pedir a revisão parcial ou total. É dito parcial, quando o recorrente pretende obter resposta do órgão julgador apenas com relação a parte da matéria, que foi objeto da decisão. É dito total ou expansivo quando o recurso ataca a totalidade da decisão.

##### Da autonomia do recurso
Pode o recurso ser principal ou adesivo. Temos o principal quando há interesse de recorrer e impugnar a decisão judicial autonomamente. Todos os recursos elencados no artigo 496 do Código de Processo Civil podem ser interpostos independentemente de outro.
A apelação, os embargos infringentes, o recurso extraordinário, e o recurso especial, podem ser propostos no prazo para resposta do recurso principal, como recursos adesivos se houver sucumbência recíproca, conforme artigo 500 do Código de Processo Civil. E seguem a sorte do recurso principal (autônomo), se este não for conhecido, o recurso adesivo igualmente não será conhecido.

##### Requisitos de admissibilidade
Segundo Elpídio Donizetti,os requisitos genéricos - comuns a todos os recursos, são:
- Cabimento - O recurso deve estar previsto em lei contra determinada decisão judicial e ser o adequado à obtenção do resultado da pretensão;

O cabimento possui 3 Princípios: Taxatividade: So podem ser propostos os recursos previstos em lei. Silgularidade: Só é possivel impugnar uma decisão com um recurso de cada vez. Fungibilidade: (Decorre do Princípio da Instrumentalidade das formas); A forma tem que ser aproveitada mesmo que se equivocada, atingir o seu objetivo, ou seja, o erro da forma tem que ser ignorado se a finalidade do ato for atingida..
- Legitimidade - Possuem legitimidade aqueles que participaram da relação processual (as partes, o Ministério Público - tanto na condição de parte quanto de fiscal da lei quando for o caso -, e o terceiro prejudicado);
- Interesse - O recurso deve ser útil ao recorrente. Em regra, somente a sucumbência justifica o recurso. O recurso de embargos de declaração é uma exceção a essa regra, porquanto o vencedor na demanda pode interpor tal recurso contra decisão que lhe é favóravel, a fim de sanar omissão, contradição ou obscuridade.
- Tempestividade - O recurso deve ser interposto no prazo fixado pela lei.
- Preparo - De forma geral, os recursos estão sujeito ao pagamento de despesas processuais, que compreendem as custas e o porte de retorno. O preparo está dispensado, contudo, para a interposição do agravo retido e dos embargos de declaração. O preparo está dispensado nos casos em que o recorrente litiga sob o pálio da assistência judiciária gratuita (Lei 1.060/50), ou quando o recurso tiver como objeto o indeferimento do benefício de gratuidade judiciária requerido.

##### Quanto à natureza da matéria
Conforme se depreende dos arts. 102 e 105 da Constituição da República, os recursos podem ser classificados em
- recursos ordinários
- recursos excepcionais [8]

#### Recursos ordinários
Os  recursos ordinários são os previstos no processo comum para a correção de algum prejuízo.  Os  recursos extraordinários, apesar de se aplicarem também ao processo comum, estão estabelecidos  em nível constitucional e têm por função não apenas a correção do caso concreto, mas também assegurar a  uniformidade de interpretação da legislação federal e a eficácia e integridade das normas constitucionais.
Os recursos ordinários, por sua vez, podem também ser divididos em duas  espécies:
- recursos comuns
- recursos específicos

O recurso comum é o que estabelece  como pressuposto básico e suficiente a sucumbência, atendidos os demais pressupostos de admissão. Tem por finalidade satisfazer o anseio da parte ao duplo grau de jurisdição e tem como objeto as questões e provas suscitadas e debatidas no curso da relação processual, bem como proteger o direito subjetivo da parte.  A apelação é um recurso comum.
O recurso  específico exige determinada situação ou pressuposto específico. O recurso de embargos infringentes é específico .

#### Recursos excepcionais
No caso do  recurso excepcional, o pleito não está sobre o direito subjetivo da parte, mas sim na proteção do direito objetivo. O recurso excepcional visa a uniformização da aplicação desse direito.  A Constituição de 1988 distribuiu a competência entre o Supremo Tribunal Federal (STF) e o Supremo Tribunal de Justiça (STJ), de modo que o primeiro seria o guardião da Constituição, e o segundo, da legislação federal.  Dessa forma, os recursos excepcionais foram divididos entre as duas cortes, segundo a espécie:
- recursos extraordinários, recursos de caráter excepcional contra decisões de outros tribunais, em única ou última instância, quando houver ofensa a norma da Constituição Federal; visam uniformizar  o direito constitucional e cabem exclusivamente ao STF (art. 102, III, da Constituição Federal)
- recursos especiais, recursos excepcionais que  visam uniformizar o direito infraconstitucional e cabem exclusivamente ao STJ (art. 105, 1,II, da CF )
- embargos de divergência  em recursos especiais (no STJ) ou em recursos extraordinários (no STF). [9]

São características comuns do recurso extraordinário e do recurso especial:
1. esgotamento prévio das instâncias ordinárias (não cabe mais recurso para instâncias inferiores);
2. a atuação do STF e STJ não é igual à dos outros tribunais: sua função é guardar o ordenamento jurídico e não a situação individual das partes, embora a parte possa ser beneficiada por essa guarda.
3. não servem para mera revisão de matéria de fato;
4. sua admissão depende da autorização da instância inferior, e depois do próprio STF e STJ;
5. os pressupostos específicos desses recursos estão na Constituição Federal e não no Código de Processo Civil e na Lei 8038/90;
6. enquanto perdurarem os recursos excepcionais, a sentença anterior já pode ser executada provisoriamente;
7. os dois recursos podem ser ajuizados simultaneamente no STF e no STJ, já que suas diferenças são bem delineadas pela Constituição, tratando-se de discussão de matérias distintas. Portanto, o prazo para apresentar os recursos corre simultaneamente, sendo de 15 dias.

Se, em decorrência do julgamento de recurso extraordinário,  uma lei for declarada inconstitucional pelo STF, o efeito dessa decisão só vale entre as partes no processo. A declaração de inconstitucionalidade não anula nem revoga a lei. Teoricamente, ela continua em vigor até que seja suspensa pelo Senado Federal, conforme prevê a Constituição em seu artigo 52, inciso X.

### Recursos no processo penal
Quanto à natureza jurídica dos recursos, deve-se ter presente a distinção entre eles e as ações autônomas de impugnação (revisão criminal, habeas corpus e mandado de segurança), pois, ao contrário delas, os recursos não são “ações processuais penais”, não instaurando uma nova situação jurídica processual. Os recursos são uma continuidade da pretensão acusatória ou da resistência defensiva, conforme a titularidade de quem o exerça. Assim, o recurso interposto pelo Ministério Público não instaura uma nova situação jurídica processual, um novo processo, senão que constitui uma continuidade do exercício da pretensão acusatória.
Quanto à defesa, o recurso é um importante instrumento de resistência, na busca de uma sentença favorável. Isso porque é o processo um instrumento de satisfação jurídica de pretensões e resistências, de modo que, enquanto não houver o provimento jurisdicional definitivo (o trânsito em julgado), o que se tem é a utilização de instrumentos legais para obtenção da sentença favorável pretendida por cada uma das partes. O princípio do duplo grau de jurisdição traz, na sua essência, o direito fundamental de o prejudicado pela decisão poder submeter o caso penal a outro órgão jurisdicional, hierarquicamente superior na estrutura da administração da justiça. Destaque-se a tendência de fortalecer a decisão de primeiro grau, restringindo a matéria recursal às questões de direito, mas para que isso se implemente é imprescindível que um julgamento seja realizado por órgão colegiado já na instância originária.  
Podendo ser classificados em alguns grupos, quais sejam ordinários (são aqueles que têm por objeto provocar um novo exame (total ou parcial) do caso penal já decidido em primeira instância) e os extraordinários, em que os tribunais superiores entram no exame, unicamente, da aplicação da norma jurídica efetuada pelo órgão inferior. Já quanto à fundamentação, podem ser classificado em livre (confunde-se com os recursos ordinários e totais, pois a lei não restringe a fundamentação a ser utilizada no recurso) e vinculada (em sentido oposto, aqui a própria lei limita a matéria que pode ser impugnada, definindo em que limites se deve dar a fundamentação. São exemplos o recurso em sentido estrito, em que a fundamentação fica vinculada à situação jurídica definida no inciso e os recursos extraordinário e especial, em que o fundamento do recurso fica restrito à matéria definida no dispositivo legal).
Quanto ao grau hierárquico, podem ser horizontais (são aqueles que se resolvem pelo mesmo órgão jurisdicional que proferiu a decisão recorrida, sendo, portanto, pouco eficazes por razões psicológicas facilmente compreensíveis) ou verticais (resolvem-se pelo Tribunal Superior àquele órgão jurisdicional que proferiu a decisão. São exemplos a apelação, recurso extraordinário, especial, embargos infringentes). Estão previstos no Código de Processo Penal (Decreto-Lei nº 3.689, de 3 de outubro de 1941): Recurso em sentido estrito,  Recurso de apelação,  Recurso especial,  Recurso extraordinário,  Embargos de declaração,  Embargos infringentes, Revisão criminal e Carta testemunhável
O protesto por novo júri foi extinto após a entrada em vigor da Lei 11.689/2008. A lei processual tem aplicação imediata, contudo como direito subjetivo de recorrer surge com a intimação da decisão judicial, deve-se receber e julgar os recursos interpostos com base na lei vigente na data da intimação (revogados artigos 607 e 608 do Código de Processo Civil).

### Recursos no processo do trabalho
O Direito do Trabalho no Brasil é uma disciplina jurídica dinâmica e sensível, que busca equilibrar as relações entre empregadores e empregados. No âmbito processual, os recursos desempenham um papel vital, proporcionando às partes meios legais para impugnar decisões judiciais, revisar posicionamentos e assegurar a efetividade da Justiça do Trabalho. Esses recursos constituem uma trama intricada de procedimentos legais que refletem a complexidade das questões laborais. Nesta análise, exploraremos a natureza, os princípios fundamentais e a aplicação prática dos recursos no Direito do Trabalho brasileiro, examinando como essas ferramentas processuais moldam o desenrolar das disputas trabalhistas e contribuem para a construção de um ambiente jurídico equitativo e justo. Estão previstos na Consolidação das Leis do Trabalho (Decreto-Lei nº 5.452, de 1 de maio de 1943): Embargos, Recurso ordinário, Recurso de revista e Agravo. 